# A napfény íze
A napfény íze (angol címe: Sunshine) 1999-ben bemutatott magyar–osztrák–német–kanadai történelmi filmdráma Szabó István rendezésében. 1999. szeptember 13-án a Torontói Nemzetközi Filmfesztiválon mutatták be. Magyarországon 2000. január 27-én volt a film premierje. Juhász Jácintnak ez volt az utolsó munkája, aki már nem érte meg a film bemutatóját, mivel 1999. január 9-én elhunyt, de utószinkronizálni nem kellett felkérni mást helyette, hiszen a filmben nem szólal meg.
2025. május 17-én a cannes-i fesztiválon bemutatták a film felújított, 4K felbontású változatát.

## Tartalom
A film a Sonnenschein család 19–20. századi történetét követi végig három nemzedéken keresztül. A filmcím az ükapa, Sonnenschein Áron által felfedezett gyógynövényből készült likőrre, a Napfény ízére utal (a család neve németül napfényt jelent).
Sonnenschein Áron egy vidéki kocsmáros az Osztrák–Magyar Monarchiában; az általa kifejlesztett, gyógynövényből készült ital, a Napfény íze nagy sikert arat a kocsmájában. Egy balesetben a szeszfőzde felrobban, Áron is meghal. Fia, Manó (Emmanuel) mindössze a Napfény íze receptjét tartalmazó füzettel útnak indul, és Pestre érkezik, ahol hamarosan sikeres lesz, és saját szeszfőzdét nyithat. Itt tovább gyártja a Napfény ízét.
Két fia születik, akik közül Ignác sikeres jogász lesz. Jogi pályáján akadályt jelent az idegen hangzású (zsidó) név, ezért testvérével és velük élő unokahúgával együtt egy magyar nevet vesz fel. Választásuk a Sors névre esik. Ignác a Monarchia hű alattvalója, aki teljességgel aláveti magát a császár akaratának, értékrendjének középpontjában a császári hatalom áll. A Monarchia bukása után megkeseredett ember lesz, majd pár évvel később meg is hal.
Ignác fia, Ádám sikeres vívó lesz. Azonban ahhoz, hogy nemzetközi sikereket érhessen el, be kell lépnie a tiszti klubba. A klub feltételei szerint kikeresztelkedik, lemond zsidó vallásáról. A berlini olimpián a magyar csapat tagjaként olimpiai bajnok lesz.
A zsidótörvények bevezetésekor nem hagyja el Magyarországot, bízva abban, hogy elkerüli az internálást (mint mondja, a zsidótörvények alól négy okból mentesítve van: római katolikus a vallása, az apja arany vitézségi érmet kapott, olimpiai bajnok, és megkapta a Signum Laudis kitüntetést). Hamarosan mégis elfogják, és fiával együtt munkaszolgálatosként az orosz frontra küldik. Az egyik magyar tábori őr felszólítására sem alázkodik meg, ezért meztelenül kikötözik, megrugdossák és jeges vízzel öntözik, míg meg nem fagy. Haláláig büszke volt elért eredményeire; az őrző tiszt kérdésére elvárt „mocskos disznó vagyok” helyett valódi kilétét ismételgeti: „Dr. Sors Ádám vagyok, a Királyi Honvédség tisztje.” „Olimpiai bajnok vívó vagyok.” Halálát végignézi fia, Iván is.
Iván nem tudja megbocsátani magának, hogy nem tudott segíteni haldokló apján, ezért a háború után beáll kommunista nyomozónak, és részt vesz a tisztogatási akciókban. Elkötelezett híve a zsidók meghurcolásában résztvevők kézre kerítésének. Amikor egyik felettesére, a koncentrációs tábort is megjárt jó barátjára, Knorr Andorra kell terhelő adatokat összehoznia „cionista összeesküvés” vádja miatt, először megpróbálja a bizonyítékokat kiszedni belőle, de miután rájön, hogy a vád csak provokáció, semmi alapja nincs, ellenszegül főnöke parancsának. Knorr Andort további kihallgatásoknak vetik alá, és az egyiken olyan súlyosan megverik, hogy belehal a sérülésekbe. A temetésén Iván mond beszédet, aki a haláláért magát is okolja: „Knorr Andor, gyilkosaid egyike áll sírodnál, hogy búcsúztasson. Az első kihallgatód voltam (…)”. Rájön, hogy kommunistaként hasonló bűnöket követett el, mint a fasiszták. A hatalomban csalódva, bűntudatától vezérelve részt vesz az 1956-os forradalomban, ezért börtönbe zárják.
Szabadulása után megtalálja szülei névváltoztatást igazoló papírjait, így ismét felveszi a Sonnenschein nevet. Élete fő céljának most már azt érzi, hogy elmesélje családja tragikus sorsát.

## Szereplők

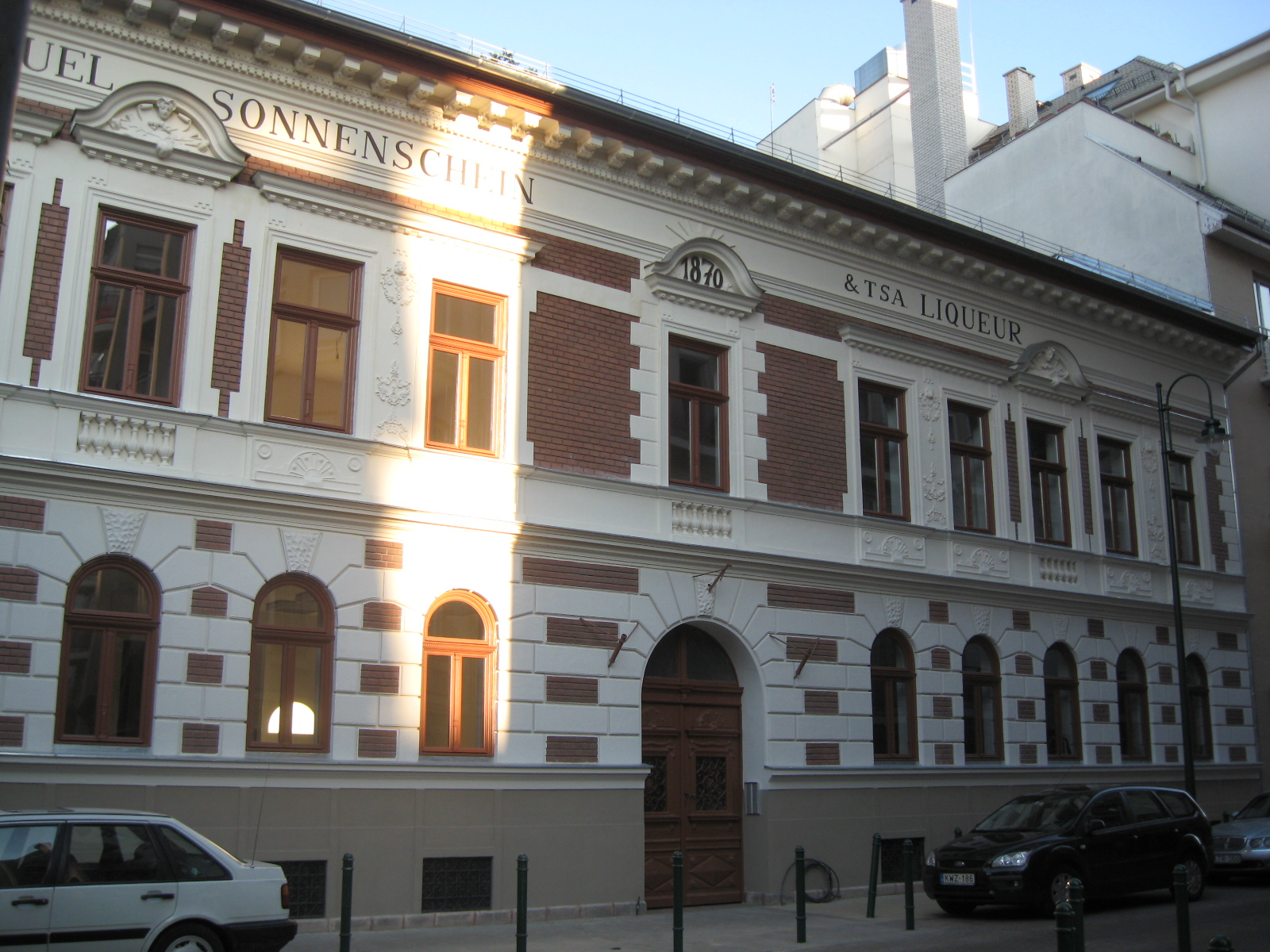
Az „Emmanuel Sonnenschein és Tsa Liqueur” képzeletbeli épülete Budapest IX. kerületében, a Bokréta utca 15. alatt; a filmesek a forgatás után az épület festését és az összes egyéb általuk felszerelt dekorációt meghagyták, így azok máig is láthatóak

### Sonnenschein (Sors) család
- Ralph Fiennes – Sonnenschein (Sors) Ignác, Manó fia / Sors Ádám (Öcsike), Ignác kisebbik fia / Sors (újra Sonnenschein) Iván, Ádám fia (magyar hangja: Szakácsi Sándor)
- Jennifer Ehle – Sonnenschein/Sors Valéria; Ignác elsőfokú unokatestvére, majd a felesége (magyar hangja: Bánsági Ildikó)
- Rosemary Harris – Sors Valéria (a női főszereplő idős korában) (magyar hangja: Bánsági Ildikó)
- Molly Parker – Wippler Hanna, Ádám felesége / Wippler Mária (magyar hangja: Tóth Enikő)
- Rachel Weisz – Nebenführer Gréta, István felesége (magyar hangja: Prókai Annamária)
- David de Keyser – Sonnenschein Manó (Emánuel) (magyar hangja: Szabó Gyula)
- Miriam Margolyes – Sonnenschein (Deutsch) Rózsa (Róza), Manó felesége, Ignác és Gusztáv anyja (magyar hangja: Molnár Piroska)
- Mark Strong – Sors István, Ignác és Vali idősebbik fia (magyar hangja: Szervét Tibor)
- James Frain – a fiatal Sonnenschein Gusztáv, Manó ifjabb fia (magyar hangja: Stohl András)
- John Neville – az idős Sonnenschein/Sors Gusztáv (magyar hangja: Jordán Tamás)
- Nemes János – Iván 16 évesen / Ádám 17 évesen
- Hantos Balázs – Sonnenschein Áron
- Kathleen Gati – Sonnenschein (Bettelheim) Jozefa, Áron felesége
- Trunkó Bálint – István 18 évesen (szinkronhangja: Simonyi Balázs)
- László Ádám – Manó (Emánuel) 12 évesen

### További szereplők
- Deborah Kara Unger – Kovács Karola őrnagy (magyar hangja: Udvaros Dorottya)
- William Hurt – Knorr Andor (magyar hangja: Végvári Tamás)
- Rüdiger Vogler – Jákófalvy tábornok (magyar hangja: Szilágyi Tibor)
- Katja Studt – Kató, Sonnenscheinék (Sorsék) szolgálója (nem szólal meg)
- Törőcsik Mari – öreg Kató (Kati) / Mari
- Andorai Péter – Anselmi mester
- Lőte Attila – Forgách gróf
- Máté Gábor ~ Rosner
- Kun Vilmos – Bettelheim rabbi
- Rajhona Ádám – gondnok a tisztiklubban
- Juhász Jácint – Hackl Emil
- Kádár Flóra – Hackl Emilné
- Raj Tamás – rabbi az esküvőn (héberül)
- Hollósi Frigyes – Ledniczky (Ledniczki) (szinkronhangja: Bubik István)
- Schütz Ila – Ledniczkyné (Ledniczkiné)
- Szilágyi István – Hungler
- Fodor Tamás – jegyző
- Ónodi Eszter – a tisztiklub titkárnője
- Fullajtár Andrea – Hofer Ágota
- Kovács Lajos – tábori csendőr
- Bill Paterson – igazságügyminiszter (magyar hangja: Szilágyi Tibor)
- Takács Péter – Stefano Sarto
- Hanns Zischler – Margittay báró (magyar hangja: Bács Ferenc)
- Igó Éva – rendőrnő
- Hirtling István – Dr. Lányi
- Sólyom Kati – a bécsi házinéni
- Gera Zoltán – férfi a zsinagógában
- Mádi Szabó Gábor – pap a keresztelőn
- Bognár Zoltán – orvos (I)
- Simó Sándor – orvos (II)
- Vészi János – orvos (III)
- Trevor Peacock – Kope tábornok elvtárs (magyar hangja: Ujlaki Dénes)
- Fonyó István – börtönőr a beszélőn
- Fonyó József – börtönőr a szabadlábra helyezésnél
- Kézdy György – felháborodott férfi
- Frederick Treves – Ferenc József császár és király (magyar hangja: Kun Vilmos)
- Jordán Tamás – Sommer
- Halász Péter – Vadkacsa (szinkronhangja: Kristóf Tibor)
- Mécs Károly – honvédelmi miniszter
- Juranics Tamás – a Lenin-fiúk parancsnoka (szinkronhangja: Dózsa Zoltán)
- Bubik István – Sáray
- Israel Horovitz – költő
- Kulka János – Molnár László
- Buddy Elias  – Brenner úr (magyar hangja: Konrád Antal)
- Seress Zoltán – Tersikovszky
- Szepesi László – olimpiai pontozóbíró, vívómester
- László Zsolt – Lugosy
- Dánffy Sándor – rendőr
- Gurnik Ilona – nő a kórházban
- Stohl András – vörösgárdista
- Fekete András – tisztiszolga
- Gálfi László – Rossa
- Joachim Bißmeier – Dr. Vitak Emil (magyar hangja: Szokolay Ottó)
- Keresztes Tamás – első fiú (szinkronhangja: Minárovits Péter)
- Kotány Bence – második fiú (szinkronhangja: Simonyi Balázs)
- Komlós István – az anyakönyvvezető segédje
- Bőzsöny Ferenc – rádióbemondó (hangja)
- Korbuly Péter – filmhíradó-bemondó (hangja)
- Patonai Dávid – István (babaként)
- Kováts Dóra – Vera (babaként) –  gyerekszínész

## Érdekességek
- Sors Ádám élete több tekintetben is Petschauer Attila olimpiai bajnokét mintázza.
- Ralph Fiennes játssza mindhárom generáció főhősét, Ignácot, Ádámot és Ivánt.
- Vali, a családhoz fogadott unokatestvér megjelenik mindhárom cselekményszálban: Ignác feleségeként, Ádám édesanyjaként és Iván nagymamájaként.
- A Napfény receptjét tartalmazó füzet eltűnik, a film későbbi részében afféle legendaként emlegetik. A történet végén Iván leselejtezi a család régi emlékeit, kacatjait, ezzel akarván új életet kezdeni. A zárójelenetben Iván egy füzetet ejt el, amit később egy munkás feldob a szemétszállító kamionba. Az a pár pillanat – míg a munkás rátekint a füzetre – elég, hogy a néző beláthassa, hogy ez a füzet tartalmazza a Napfény nevű likőr receptjét.
- Gusztáv az 1910-es években egy szociáldemokrata szervezetbe lép be. 1919-ben (a Tanácsköztársaság idején) népbiztos lesz, de a kommün bukása után emigrál Franciaországba. Onnan 1945-ben a KMP hívására visszatér. Arra biztatja Ivánt, hogy lépjen be a titkosrendőrség kötelékébe. Az 1950-es évek táján hal meg.
- A film vívójeleneteiben a színészeket magyar vívók segítették, részben statisztaként, részben dublőrként.  Ralph Fiennes a szerep kedvéért megtanult mind jobb, mind bal kézzel vívni.  A vívók és színészek felkészülését Szepesi László vívó mesteredző, egyetemi docens irányította.
- Hollósi Frigyes nem tudott részt venni a szinkronmunkálatokban, így az általa alakított szereplőnek Bubik István kölcsönözte a hangját. Bubik látható is a filmben, az olimpiai vívóválogatott egyik tagjaként.

## Nézettség
A nézettségi adatok szerint 201 692 jegyet adtak el rá Magyarországon.

## Díjak, jelölések
| Év   | Díj                        | Eredmény | Kategória                              | Díjazott/Jelölt                                                         |
| ---- | -------------------------- | -------- | -------------------------------------- | ----------------------------------------------------------------------- |
| 1999 | Európai Filmdíj            | Elnyerte | Legjobb színész                        | Ralph Fiennes                                                           |
| 1999 | Európai Filmdíj            | Elnyerte | Legjobb operatőr                       | Koltai Lajos                                                            |
| 1999 | Európai Filmdíj            | Elnyerte | Legjobb forgatókönyvíró                | Szabó István, Israel Horovitz                                           |
| 1999 | Európai Filmdíj            | Jelölve  | Legjobb film                           | Hámori András, Robert Lantos                                            |
| 2000 | Genie-díj                  | Elnyerte | Legjobb film                           | Hámori András, Robert Lantos                                            |
| 2000 | Genie-díj                  | Elnyerte | Legjobb kiegészítő zene                | Daniel Pellerin, Keith Elliott, Glen Gauthier, Peter Kelly              |
| 2000 | Genie-díj                  | Elnyerte | Legjobb hang összeállítás              | Jane Tattersall, Fred Brennan, Dina Eaton, Andy Malcolm, David McCallum |
| 2000 | Genie-díj                  | Jelölve  | Legjobb látványtervező                 | F. Kovács Attila                                                        |
| 2000 | Genie-díj                  | Jelölve  | Legjobb jelmeztervező                  | Szakács Györgyi                                                         |
| 2000 | Genie-díj                  | Jelölve  | Legjobb rendező                        | Szabó István                                                            |
| 2000 | Genie-díj                  | Jelölve  | Legjobb zene                           | Maurice Jarre                                                           |
| 2000 | Genie-díj                  | Jelölve  | Legjobb férfi főszereplő               | Ralph Fiennes                                                           |
| 2000 | Genie-díj                  | Jelölve  | Legjobb férfi mellékszereplő           | James Frain                                                             |
| 2000 | Genie-díj                  | Jelölve  | Legjobb férfi mellékszereplő           | William Hurt                                                            |
| 2000 | Genie-díj                  | Jelölve  | Legjobb női főszereplő                 | Jennifer Ehle                                                           |
| 2000 | Genie-díj                  | Jelölve  | Legjobb női főszereplő                 | Rosemary Harris                                                         |
| 2000 | Genie-díj                  | Jelölve  | Legjobb női mellékszereplő             | Deborah Kara Unger                                                      |
| 2000 | Genie-díj                  | Jelölve  | Legjobb női mellékszereplő             | Rachel Weisz                                                            |
| 2000 | Kanadai Írószövetség       | Elnyerte |                                        | Israel Horovitz, Szabó István                                           |
| 2001 | Golden Globe-díj           | Jelölve  | Legjobb rendező                        | Szabó István                                                            |
| 2001 | Golden Globe-díj           | Jelölve  | Legjobb filmdráma                      | –                                                                       |
| 2001 | Golden Globe-díj           | Jelölve  | Legjobb eredeti filmzene               | Maurice Jarre                                                           |
| 2001 | Magyar Filmkritikusok Díja | Elnyerte | Különdíj                               | Szabó István                                                            |
| 2001 | Political Film Society     | Elnyerte | Demokrácia                             |                                                                         |
| 2001 | Political Film Society     | Jelölve  | Emberi jogok                           |                                                                         |
| 2001 | Satellite-díj              | Elnyerte | Legjobb női mellékszereplő (filmdráma) | Jennifer Ehle, Rosemary Harris                                          |